# Eén zomeravond met jou
Eén zomeravond met jou is een single van Monique Smit en Tim Douwsma. Beiden kennen elkaar van Sterren 24, waar zij dagelijks programma's presenteren. Ook waren zij allebei deelnemer bij het programma Sterren Dansen op het IJs. Tim moest er in de 1ste liveshow uit, Monique in de halve finale. Het lied is een bewerking van Sarà perché ti amo van Ricchi e Poveri, dat wel in Zwitserland, Oostenrijk en Italië een hit werd, maar niet in Nederland. Het samen zingen was een idee van Monique´s broer Jan Smit, die ook voor de tekst zorgde. Muziekproducent was Edwin de Groot (samen met Jan), die al eerder met Monique werkte. De clip voor Eén zomeravond met jou, is opgenomen in Den Haag, onder andere in het HML en de bowlingbaan in Scheveningen. Bovendien is er een filmzaal van Pathé te zien. Sasha & Davy hebben deze versie ook gecoverd.
De single heeft in Nederland de gouden status.

## Muziek
1. "Eén zomeravond met jou" - 3:04
2. "Allebei" - 3:14
3. "Pak me dan, als je kan" - 3:02

## Hitnotering

### NederlandseSingle Top 100
| Hitnotering: 23-4-2011 t/m 25-6-2011 | Hitnotering: 23-4-2011 t/m 25-6-2011 | Hitnotering: 23-4-2011 t/m 25-6-2011 | Hitnotering: 23-4-2011 t/m 25-6-2011 | Hitnotering: 23-4-2011 t/m 25-6-2011 | Hitnotering: 23-4-2011 t/m 25-6-2011 | Hitnotering: 23-4-2011 t/m 25-6-2011 | Hitnotering: 23-4-2011 t/m 25-6-2011 | Hitnotering: 23-4-2011 t/m 25-6-2011 | Hitnotering: 23-4-2011 t/m 25-6-2011 | Hitnotering: 23-4-2011 t/m 25-6-2011 | Hitnotering: 23-4-2011 t/m 25-6-2011 |
| Week:                                | 1                                    | 2                                    | 3                                    | 4                                    | 5                                    | 6                                    | 7                                    | 8                                    | 9                                    | 10                                   |                                      |
| ------------------------------------ | ------------------------------------ | ------------------------------------ | ------------------------------------ | ------------------------------------ | ------------------------------------ | ------------------------------------ | ------------------------------------ | ------------------------------------ | ------------------------------------ | ------------------------------------ | ------------------------------------ |
| Positie:                             | 15                                   | 13                                   | 24                                   | 13                                   | 45                                   | 63                                   | 76                                   | 86                                   | 73                                   | 77                                   | uit                                  |